# Dialetto bergamasco
Il dialetto bergamasco (nome nativo dialèt bergamàsch) è un dialetto della lingua lombarda appartenente al ramo lombardo orientale (transabduano), afferente al ceppo delle lingue gallo-italiche; è parlato, nelle sue diverse varietà, nel territorio della provincia di Bergamo, nel territorio cremasco, e nei comuni lecchesi della Valle San Martino.
Il bergamasco è derivato dal latino volgare innestato sulla precedente lingua celtica parlata dai Galli. Nei secoli subì alterazioni, le più importanti delle quali avvennero con le immigrazioni dei Longobardi, che lasciarono terminologie e forme tipiche del germanico entrate a fare parte del linguaggio comune (ad esempio, trincà = "bere", gregnà = "ridere", tus e tusa = "ragazzo" e "ragazza", s-cèt = "figlio", bütér = "burro", numerosi verbi sintagmatici, ecc.).
I parlanti il lombardo occidentale e altre lingue gallo-italiche considerano il bergamasco poco comprensibile poiché, nonostante le somiglianze lessicali e morfologiche, possiede una fonetica molto stretta e diversa da quella di lingue e dialetti circostanti.
Il dialetto bergamasco è stato a lungo oggetto di studio, di commenti e di confronti con l'italiano e con altri dialetti. Vari autori l'hanno dileggiato riducendolo, in maniera superficiale, a parlata macchiettistica esclusiva della gente più incolta e umile.
Dante Alighieri, poco indulgente verso le parlate lombarde, ne criticava la tendenza all'apocope così come quelle che riteneva asprezze: 
(Dante, De vulgari eloquentia, I, XI, 5)
Il dialetto bergamasco (più precisamente alcune sue varianti parlate nella bassa bergamasca) è la lingua in cui Ermanno Olmi ha girato il suo film L'albero degli zoccoli, vincitore del festival di Cannes nel 1978, in cui si racconta la vita di una comunità di mezzadri della pianura bergamasca alla fine del XIX secolo.
Espressione idiomatica tipica del bergamasco è pòta, dal latino "post ea", intercalare che significa "dopo ciò", usato ancora oggi come esclamazione principalmente per esprimere senso di rassegnazione davanti all'inevitabile. Il termine esiste anche in bresciano, cremasco e nell'antico padovano (Ruzante) nel senso di insomma.

## Origine
Il dialetto bergamasco ha origini antiche, è attestato nel Basso Medioevo da diversi atti di transazioni private, ma anche da alcuni componimenti poetici fatti risalire alla prima metà del XIII secolo. Questi tuttavia si discostano dal vernacolo parlato perché subiscono l'influenza della mediazione culturale degli scrittori, notai o comunque uomini di cultura che li hanno trascritti. Si hanno così espressioni come unam colcedram o peciis panni bergamini sgrigis in cui i termini colcedram e sgrigis rappresentano rispettivamente adattamenti dei termini dialettali cocèta e sgrèse.

Al XIV secolo risalgono un glossario e alcuni eserciziari usati per facilitare la traduzione dal dialetto al latino e viceversa 
(E. Zerbini, Note storiche sul dialetto bergamasco ex B. Belotti, op. cit. in note)

Tra i componimenti poetici sono ricordati un Decalogo e una Salve Regina di chiara ispirazione religiosa contenuti in codici del tutto analoghi per struttura e forma ad altri duecenteschi. 

## Varianti
Oltre a quello parlato nella città di Bergamo, che può essere considerato centrale sia in termini geografici che linguistici, ne esistono numerose varianti locali, alcune circoscritte anche a piccole comunità montane, che si differenziano tra loro per alcune peculiarità del lessico e della pronuncia di alcuni suoni; uno degli esempi più evidenti è la s sorda – come in sich (cinque) o sura (sopra) — che diventa h aspirata (hich, hura) in molte località di pianura, della Valcalepio e nel Sebino bergamasco, e z (zich, zura) in alcune località montane, ad esempio la Valle di Scalve.
Tipico delle comunità montane è anche l'uso dello scotöm (anche scötöm), un soprannome che consente di distinguere i diversi rami familiari di una comunità – a volte persino un intero paese – contraddistinta da un solo cognome; lo scotöm è solitamente un aggettivo o un sostantivo legato a una peculiarità fisica o a un'attività e si declina per genere usando una forma femminile per identificare mogli e figlie appartenenti al ramo familiare. Questa usanza era un tempo diffusissima anche nella bassa bergamasca, dove questo speciale soprannome è chiamato scurmagna, ma ora sta praticamente scomparendo.
Nella bergamasca occidentale di pianura è molto risentita l'influenza milanese, in modo minore nell'isola bergamasca dove ci sono solo variazioni di pochi lemmi, come ad esempio iscè (bergamasco: isè, milanese: inscì, italiano: così) o nell'imperativo pronominale, ad esempio sbrighes! (bergamasco: sbrighet, milanese: sbrighes, italiano: sbrigati), invece nel trevigliese è molto più risentito, ad esempio cardiga al posto di scagna per indicare la sedia o furcheta al posto di pirù per indicare la forchetta.
Tra le principali varianti del dialetto si possono annoverare quelle della Valle Imagna, della Valle Seriana, della Valle Brembana, della Valle Taleggio, della Valle di Scalve e della Valle San Martino. In molte zone di pianura e nella Valcalepio prevale l'uso dei suoni aspirati.
Muovendosi verso le province vicine, nelle zone di confine il lessico risulta ibridato da quello delle parlate delle aree confinanti: milanese, brianzolo, lecchese, bresciano e cremasco.
Una variante particolare del bergamasco è il gaì, peraltro ritenuto un linguaggio di classe in quanto "espressione linguistica di gruppi sociali emarginati". Il gaì era il gergo dei pastori bergamaschi, principalmente usato in Val Seriana. Si tratta di un linguaggio particolare, come un codice, ormai quasi scomparso, comune tra tutti coloro che svolgevano un'attività in cui lo spostarsi era un elemento fondamentale come accadeva ai pastori che praticavano la transumanza.
A seguito delle migrazioni del XIX e XX secolo, il dialetto bergamasco è parlato anche in varie comunità del sud del Brasile, ad esempio nel municipio di Botuverá.

## Letteratura
I dialetti, e con essi il bergamasco, hanno riacquistato a partire dagli anni novanta una propria dignità; è stata rivalutata la letteratura vernacolare, non più minore ma espressione di comunità che, seppure integrate in un tessuto nazionale più ampio, mantengono vive la propria cultura e le proprie tradizioni.
Tra i diversi studiosi che si sono dedicati al dialetto bergamasco si distingue per la qualità della propria produzione letteraria Antonio Tiraboschi il cui vocabolario, sempre attuale, è il più completo mentre le sue ricerche etno-letterarie, sono essenziali per la comprensione della comunità orobica.
Oltre al vocabolario ha lasciato una Raccolta di proverbi bergamaschi e diversi inediti che sono stati successivamente pubblicati nei volumi L'anno festivo bergamasco, Giuochi fanciulleschi. Indovinelli popolari bergamaschi, Usi e tradizioni del popolo bergamasco.
Bortolo Belotti, il grande storico di Bergamo, la cui Storia, per quanto datata, è ancora fondamentale per la conoscenza del territorio e della sua evoluzione, vi ha trattato il tema del bergamasco con ampie notazioni bibliografiche; ha anche scritto alcune opere minori in vernacolo.
Colui che conferì veramente al bergamasco dignità letteraria fu Giovanni Bressani, nonostante prima di lui fossero stati composti in vernacolo alcuni testi religiosi come il Salutatio ad Virginem Maria e il Decalogo, entrambi del XIII secolo, o l'Exclamatio ad virginem Maria di un certo Giacomo Vavassori da Verdello del XIV secolo.
Molti autori nel 1600 produssero pregevoli traduzioni in dialetto di opere che avevano avuto un grande successo come fece Alberto Vanghetti, nel 1655, con l'Orlando furioso dell'Ariosto. Questo l'incipit:
I andava d' Marz, af voi cuntà in sti vers,

Che fü in dol tèp che con tancc furôr

Al vign de za dol mar i Mor Pervers,

Condücc dal re Gramant, so car signôr,

Che voliva più Franza e l'univers

E destrüz sech Re Carlo e i Paladì

Per vendicà sò Pader Sarasì.»
Ma il capolavoro delle traduzioni seicentesche, e non solo, di un'opera celebre nel dialetto bergamasco è da considerarsi Il Goffredo del signor Torquato Tasso travestito alla rustica bergamasca da Carlo Assonica dottor ossia la Gerusalemme Liberata tradotta da Carlo Assonica nunzio di Bergamo a Venezia. Un'ottava dell'assemblea diabolica davanti a Plutone esprime tutta la piacevolezza ma anche la forza della sua traduzione:
Nel Settecento l'abate Giuseppe Rota scrisse alcuni componimenti poetici in dialetto che ebbero una certa diffusione. Particolarmente interessanti i suoi versi in difesa del bergamasco e della sua terra:
Pietro Ruggeri da Stabello, (Stabello di Zogno 1797, Bergamo 1858), emerge nel panorama poetico-letterario bergamasco del XIX secolo con una produzione poetica dialettale notevole. Antonio Tiraboschi curò, (1931) una raccolta delle sue Poesie in dialetto bergamasco.
Erede del Ruggeri a cui può essere accostato per temperamento, Benvenuto Trezzini da Villa d'Almè, (1851-1910), fu giornalista e polemista sarcastico e acuto. Assieme ad Annibale Casartelli e Teodoro Piazzoni fondò nel 1894 il giornale Ol Giopì tuttora curato e pubblicato dal "Ducato di piazza Pontida", un'associazione nata nel 1924 per valorizzare il dialetto e le tradizioni bergamasche.
Tra i molti poeti dialettali della prima metà del XX secolo si distinsero Giuseppe Bonandrini, Giacinto Gambirasio, il popolare Giuseppe Mazza, detto Felipo, Renzo Avogadro, (Rasghì, it. taglierino), il malinconico Sereno Locatelli Milesi, Pietro Astolfi, (Giopa), Angelo Pedrali, il faceto Giuseppe Cavagnari, Luigi Gnecchi, Carmelo Francia.
Oggi nuove generazioni di poeti dialettali si affacciano generosamente sulla scena poetica locale testimoni di una cultura e di una tradizione tuttora vive e dinamiche.

## Produzione musicale
In dialetto bergamasco sono state realizzate molte canzoni popolari, per la maggior parte di autore ignoto ed entrate nel repertorio di gruppi musicali locali come la Famiglia Ruggeri di Bondo di Colzate o il gruppo Lampiusa di Parre.
Negli anni 2000 ha avuto un discreto successo il gruppo musicale Bepi & The Prismas che usa quasi esclusivamente il dialetto bergamasco per le sue canzoni di taglio country rock. Il primo cd del gruppo uscì nel 2004 con quattro tracce musicali. Negli ultimi anni ha poi ottenuto un discreto successo anche Vava77 (al secolo Daniele Vavassori).

## Grammatica
Come tutte le lingue anche il bergamasco ha delle regole che nascono dalla sedimentazione consuetudinaria di costruzioni lessicali orali e letterarie comunemente accettate e usate. Anche se lievi differenze si riscontrano in diverse parti del territorio orobico, la struttura linguistica base, la fonetica, la morfologia, il vocabolario rimangono comuni.
L'origine e la stretta contiguità con l'italiano, di cui "subisce l'influenza sempre più livellante e distruttiva" ne ha fatto assorbire molte regole pur mantenendo alcune peculiarità proprie.
Particolarmente tipiche sono l'aferesi e l'esistenza di una forma interrogativa del verbo (an va, andiamo; an vài?, andiamo?) e, di origine probabilmente germanica, la caratteristica di avere il verbo coniugato allo stesso modo per le terze persone singolare e plurale e per la prima persona plurale.

Queste voci verbali vengono distinte tra loro tramite un pronome clitico obbligatorio posto tra il pronome personale (facoltativo) e la voce verbale, come nei dialetti veneti.
(lü) 'l laùra — egli lavora
(lé) la laùra — ella lavora
(nóter) an laùra — noi lavoriamo
(lur) i laùra — loro lavorano
(lü) 'l màia — egli mangia
(lé) la màia — ella mangia
(nóter) an màia — noi mangiamo (si noti che in questo caso la pronuncia della combinazione n+m diventa una m doppia).
(lur) i màia — loro mangiano
Come nel dialetto milanese e in altri dialetti lombardi ed emiliani, la negazione, espressa con l'avverbio mìa, segue il verbo anziché precederlo.
'ndomà laure mìa — domani non lavoro
adès màie mìa — ora non mangio

### Fonetica
Il bergamasco possiede una fonetica simile a quella degli altri dialetti lombardi orientali.
Possiede gruppi consonantici non presenti nella lingua italiana come le sequenze sg [zʤ] e s-c [sʧ]; quest'ultima non può essere resa attraverso l'ortografia italiana se non inserendo un tratto o un punto separatore tra la s e la c, analogamente a come avviene nella scrittura del romancio.
La si può trovare a inizio di parola (s-cèt, bambino), in posizione centrale (brös-cia, spazzola), in fine di parola (mas-cc, maschio).
La lettera v a inizio di parola generalmente è muta, viene pronunciata [v] solo per eufonia quando è preceduta da l o n (ad esempio: ol vi, it. il vino).
Pur non esistendo regole di ortografia standardizzate, l'editoria locale ha creato uno standard di fatto. La [ʧ] (simile all'it. cielo, ma poco più lunga e accentuata) in fine di parola viene scritta cc, la [ʤ] (simile all'it. gelo, ma poco più lunga e accentuata) in fine di parola è indicata con gg.

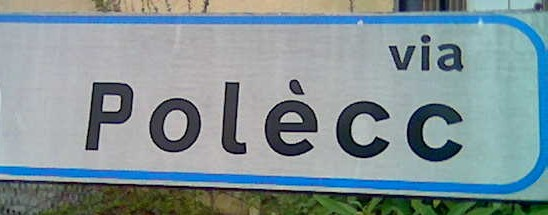
Esempio di toponomastica: la c dolce in fine di parola viene resa per scritto con "cc"

Le vocali, come nel bresciano, sono nove
- a, come la a italiana
- é, come la e chiusa italiana (mé "io")
- è, come la e aperta italiana (s-cèta "bambina")
- i, come la i italiana
- ó, come la o chiusa italiana (sólet "solito")
- ò, come la o aperta italiana (gròs "grosso")
- ö, come la ö tedesca e lo oeu francese (piö "più")
- u, come la u italiana
- ü, come la ü tedesca e la u francese (refüt "rifiuto")

Come in italiano, esistono coppie minime di parole in cui l'apertura o la chiusura del suono vocalico fa differenza grammaticale o di significato
la ròba (la roba) - la róba (lei ruba)
mé (io) — mè (bisogna, si deve)
Le parole che terminano per consonante non terminano con una consonante sonora, ma con la corrispondente consonante sorda. Non esiste una regola ortografica standardizzata per preferire la trascrizione fonemica (usata in questa voce) a quella morfemica. Esempio:
gialt, giallo – gialda, gialla – gialcc, gialli – gialde, gialle

### Articoli e sostantivi
Articoli e sostantivi del bergamasco sono di due generi (maschile e femminile) e di due numeri (singolare e plurale).
L'articolo indeterminativo maschile singolare è ü, femminile è öna; nelle zone di pianure sono diffuse le forme an e ana, spesso apocopate in  'n e  'na. Come in italiano, non esiste un articolo indeterminativo plurale, ma si ricorre all'articolo partitivo de + articolo determinativo (dol, d'la, di).
L'articolo determinativo maschile singolare è ol, femminile è la, al plurale è identico per entrambi i generi ed è i (una delle differenze principali col dialetto bresciano, che invece distingue gli articoli determinativi plurali in i e le).

#### Plurale dei sostantivi e degli aggettivi
i lemmi che al singolare terminano nelle consonanti:
- d-t le trasformano al plurale in cc, esempio: dispetto, ol dispet, i dispecc
- n la trasforma in gn, esempio: anno, l'an, i agn
- l la trasforma in i, esempio: badile, ol badél, i badéi

Le altre consonanti rimangono invariate, esempio: grido, ol vèrs, i vèrs;
i lemmi che terminano nelle vocali:
- toniche al plurale rimangono invariate es: città, la sità, i sità;

i lemmi che terminano nelle vocali atone:
- a la trasforma al plurale in e, esempio: bandiera, la bandéra, i bandére;

i lemmi che terminano in:
- ca, ga le trasformano in che, ghe, esempio: oca, óca, óche;

i lemmi che terminano in:
- cia, gia al plurale diventano ce, ge, esempio: vecchia, la ègia, i ège;

i lemmi che terminano in:
- e al plurale rimangono invariati

i lemmi che terminano in:
- o la trasformano in i,	esempio: caso, ol caso, i casi.

### Aggettivi e participi passati
Concordano in genere e numero col soggetto; quelli maschili al singolare terminano generalmente per consonante e al plurale rimangono invariati, a meno che non terminino per -t, in tal caso la consonante finale viene addolcita in -cc, spesso pronunciato -i per ragioni eufoniche (cioè quando l'aggettivo è seguito da una consonante):
sì' stacc fürtünacc iér [siˈstai̯ fyrty'natʃ jer ]
ga sì' 'ndacc iér [gasin'datʃ jer]
quelli femminili al singolare terminano generalmente per -a e al plurale la loro desinenza cambia in -e (mat, macc, mata, mate).

#### Gradi degli aggettivi
Gli aggettivi qualificativi hanno, anche nel dialetto bergamasco, i due gradi del comparativo e il superlativo, a loro volta distinti, i primi, in comparativo di uguaglianza, comparativo di maggioranza e comparativo di minoranza, e il secondo in superlativo relativo e superlativo assoluto.
- Il comparativo di uguaglianza si esprime aggiungendo all'aggettivo le locuzioni:

compàgn de (uguale a), come, coma (come), tat quat de (tanto quanto), esempio: lü l'è bèl compàgn de té (lui è bello come te).
- Il comparativo di maggioranza si esprime con la locuzione:

piö... de (più... di), esempio: lü l'è piö bèl de té.
- Il comparativo di minoranza si esprime con la locuzione:

méno... de (méno... di), esempio: lü l'è méno bèl de té.
- La comparazione tra due aggettivi si esprime con le locuzioni:

piö... che... (più... che...), méno... che... (meno... che...), esempio: piö lóng che larg, méno lóng che larg.
- Il superlativo relativo si esprime con le locuzioni:

ol piö... de... (il più... di... ), ol méno... de... (il meno... di...), esempio: ol piö bèl dol paìs (il più bello del paese), ol méno bèl dol paìs (il meno bello del paese).	
- Il superlativo assoluto si esprime con le locuzioni:

pròpe, töt, piö che, tant, gran(d), esempio: pròpe bèl (bellissimo).

#### Aggettivi dimostrativi
| Aggettivi dimostrativi | Aggettivi dimostrativi | Aggettivi dimostrativi | Aggettivi dimostrativi | Aggettivi dimostrativi |
|                        | maschile sing.         | plurale                | femminile sing.        | plurale                |
| ---------------------- | ---------------------- | ---------------------- | ---------------------- | ---------------------- |
| questo                 | chèst, chèsto, 'sto    | chès-ce, 's-ce         | chèsta, 'sta           | chèste, 'ste           |
| quello                 | chèl                   | chèi                   | chèla                  | chèle                  |
| altro-i                | óter                   | óter                   | ótra                   | ótre                   |
| stesso                 | stèss, amò chèl        | stèss, amò chèi        | stèsa, amò chela       | stèse, amò chèle       |
| medesimo               | medèsem, amò chèl      | amò chèi               | amò chèla              | amò chèle              |
| tale                   | tal                    |                        |                        |                        |

### Verbi
Come l'italiano, i verbi del dialetto bergamasco hanno sei persone, ma essendo tre di esse identiche, è necessario distinguerle con il pronome clitico, obbligatorio. Come in italiano è invece facoltativo esplicitare il pronome personale soggetto.
I tempi dei verbi dialetto bergamasco nel modo indicativo sono tre: presente, passato e futuro; non vi è distinzione tra passato remoto ed imperfetto. Ai tre tempi semplici corrispondono altrettanti tempi composti costruiti con i verbi ausiliari èss (essere) e ìga (avere).
Esiste un modo condizionale, mentre il senso reso in italiano dal congiuntivo viene reso in bergamasco con l'indicativo passato; fa eccezione il verbo essere che ha un modo congiuntivo distinto.
Coniugazione del verbo èss (essere); molte voci verbali presentano variazioni in base alla zona in cui il dialetto è parlato
| èss, vèss (essere) | èss, vèss (essere) | èss, vèss (essere)          | èss, vèss (essere) | èss, vèss (essere)  | èss, vèss (essere)                  | èss, vèss (essere)                      |
|                    | presente           | passato                     | futuro             | condizionale        | congiuntivo presente                | congiuntivo imperfetto                  |
| ------------------ | ------------------ | --------------------------- | ------------------ | ------------------- | ----------------------------------- | --------------------------------------- |
| mé                 | só                 | sère — sìe                  | saró               | sarèss              | sìes — sées                         | föss — födèss                           |
| té                 | ta sét             | ta séret — ta sìet          | ta sarét           | ta sarèset          | ta sìet                             | ta fös — ta födès                       |
| lü lé              | 'l è l'è           | 'l éra — 'l ìa l'éra — l'ìa | 'l sarà la sarà    | 'l sarèss la sarèss | 'l sìes — 'l sées la sìes — la sées | 'l föss — 'l födèss la föss — la födèss |
| nóter              | a 'n sè            | a 'n séra — a 'n sìa        | a 'n sarà          | a 'n sarèss         | a 'n sìes — a 'n sées               | a 'n föss — a 'n födèss                 |
| óter               | sì                 | sìref - sìef                | sarì               | sarèssef            | sìef — sìghef                       | fössef — födèssef                       |
| lur                | i è                | i éra                       | i sarà             | i sarèss            | i sìes — i sées                     | i föss — i födèss                       |

| èss | èss (i) stàcc | sing. m. stacc — sing. f. stàcia pl. m. stacc — pl. f. stace |

Coniugazione del verbo íga (avere); molte voci verbali presentano variazioni in base alla zona in cui il dialetto è parlato
| íga, víga (avere) | íga, víga (avere) | íga, víga (avere)                         | íga, víga (avere)   | íga, víga (avere)       | íga, víga (avere)    | íga, víga (avere)      |  |
|                   | presente          | passato                                   | futuro              | condizionale            | congiuntivo presente | congiuntivo imperfetto |  |
| ----------------- | ----------------- | ----------------------------------------- | ------------------- | ----------------------- | -------------------- | ---------------------- |  |
| mé                | g'ó               | gh'ìe - gh'ére                            | g'avró              | g'avrèss                | g'àbie               | gh'èss                 |  |
| té                | te gh'ét          | te gh'ìet - te gh'éret                    | te g'avrét          | te g'avrèsset           | g'àbiet              | gh'èsset               |  |
| lü lé             | 'l g'à la g'à     | 'l gh'ìa - 'l gh'éra la gh'ìa - la gh'éra | 'l g'avrà la g'avrà | 'l g'avrèss la g'avrèss | 'l g'àbie la g'àbie  | 'l gh'èss la gh'èss    |  |
| nóter             | a 'm g'à          | a 'm gh'ìa - a 'm gh'éra                  | a 'm g'avrà         | a 'm g'avrèss           | a 'm g'àbie          | a 'm gh'èss            |  |
| óter              | gh'ì              | gh'ìef - gh'ìref                          | g'avrìf             | g'avrèssef              | g'abiéghef           | gh'èssef               |  |
| lur               | i g'à             | i gh'ìa - i gh'éra                        | i g'avrà            | i g'avrèss              | i g'àbie             | i gh'èss               |  |

| infinito | infinito        | infinito                                                                              |
| presente | passato         | participio passato                                                                    |
| -------- | --------------- | ------------------------------------------------------------------------------------- |
| (v) íga  | ìga üt — ìga it | sing. m. (v) üt — (v) it — sing. f. (v) üda — (v) ida pl. m. (v) icc — pl. f. (v) ide |

ìga significa "avere" nel senso di "possedere"; quando è usato come ausiliario, perde la particella ga, equivalente al pronome relativo italiano "ci"
g'ó öna moér e du s-cècc: ho una moglie e due figli
ó maiàt, ó biìt, ó durmìt: ho mangiato, ho bevuto, ho dormito

#### Verbi regolari
Come in italiano, anche in bergamasco le coniugazioni sono tre. I verbi tradotti in bergamasco solitamente seguono la coniugazione di quelli italiani. L'infinito della prima coniugazione termina in à, quello della seconda mantiene la radice senza desinenza, mentre quello della terza a volte mantiene la radice senza desinenza a volte termina in ì.
Prima coniugazione
| mé    | màie            | maiàe             | maierò              | maierès               |
| té    | te màiet        | te maiàet         | te maierét          | te maierèset          |
| lü lé | 'l màia la màia | 'l maiàa la maiàa | 'l maierà la maierà | 'l maierès la maierès |
| nóter | an màia         | an maiàa          | an maierà           | an maierès            |
| óter  | maìf            | maiàef            | maierìf             | maierèsef             |
| lur   | i màia          | i maiàa           | i maierà            | i maierès             |

Seconda coniugazione
| cognos (conoscere) | cognos (conoscere)  | cognos (conoscere)      | cognos (conoscere)     | cognos (conoscere)          |
|                    | presente            | passato                 | futuro                 | condizionale                |
| ------------------ | ------------------- | ----------------------- | ---------------------- | --------------------------- |
| mé                 | cognose             | cugnusìe                | cognoserò              | cognoserès                  |
| té                 | to cognoset         | to cugnusìet            | to cognoserét          | to cognoserèset             |
| lü lé              | al cognos la cognos | al cugnusìa la cugnusìa | al maierà la cognoserà | al cognoserès la cognoserès |
| nóter              | an cognos           | an cugnusìa             | an cognoserà           | an cognoserès               |
| óter               | cognosìf            | cugnusìef               | cognoserìf             | cognoserèsef                |
| lur                | i cognos            | i cugnusìa              | i cognoserà            | i cognoserès                |

Terza coniugazione
| dervì (aprire) | dervì (aprire)  | dervì (aprire)      | dervì (aprire)        | dervì (aprire)          |
|                | presente        | passato             | futuro                | condizionale            |
| -------------- | --------------- | ------------------- | --------------------- | ----------------------- |
| mé             | derve           | dervìe              | dervirò               | dervirès                |
| té             | to dervet       | to dervìet          | to dervirét           | to dervirèset           |
| lü lé          | al derv la derv | al dervìa la dervìa | al dervirà la dervirà | al dervirès la dervirès |
| nóter          | an derv         | an dervìa           | an dervirà            | an dervirès             |
| óter           | dervìf          | dervìef             | dervirìf              | dervirèsef              |
| lur            | i derv          | i dervìa            | i dervirà             | i dervirès              |

#### Verbi irregolari
Coniugazione del verbo fà, fare.
| fà (fare) | fà (fare)   | fà (fare)     | fà (fare)       | fà (fare)           | fà (fare)                |
|           | presente    | passato       | futuro          | condizionale        | imperativo               |
| --------- | ----------- | ------------- | --------------- | ------------------- | ------------------------ |
| mé        | fó          | fàe           | farò            | farèss              | -                        |
| té        | ta fét      | te fàet       | te farét        | te farèsset         | fà                       |
| lü lé     | al fà la fà | al fàa la fàa | al farà la farà | al farèss la farèss | che l'faghe che la faghe |
| nóter     | an fà       | an fàa        | an farà         | an farèss           | fem                      |
| óter      | fìf         | fàef          | farì            | farèssef            | fì                       |
| lur       | i fà        | i faà         | i farà          | i farèss            | che i faghe              |

#### Verbi e preposizioni
È frequente nel bergamasco (come anche in altri dialetti lombardi) l'uso di preposizioni al seguito del verbo per modificarne il significato, ossia i verbi sintagmatici, con una logica analoga a quella dei phrasal verbs della lingua inglese e dei trennbare Verben tedeschi.
maià — mangiare; maià fò — (letteralmente "mangiar fuori") vendere, svendere per necessità, sperperare
catà — trovare, prendere, cogliere; catà fò — scegliere; catà sö — raccogliere